# Angélique Duruisseau
Angélique Duruisseau, née le 23 mai 1981, est une chanteuse, comédienne, auteur-compositeur et productrice québécoise, principalement connue pour ses interprétations d’Édith Piaf.

## Biographie
Elle fait ses études en Interprétation Théâtrale au Cégep de Saint-Hyacinthe de 1998 à 2001. Elle se produit régulièrement sur les diverses scènes du Québec depuis 1999.
Elle obtient un rôle dans la revue musicale Sous les ponts de Paris en 2003, où elle interprète Édith Piaf. En 2007, elle produit son propre concert dédié à la chanteuse, intitulé Piaf – un second souffle, qu’elle présente notamment au Gesù et à l’Amphithéâtre de Lanaudière, dans le cadre du Festival de Lanaudière et en 2010, aux FrancoFolies de Montréal.
Elle sera réinvitée au Festival de Lanaudière en 2009 pour un concert dédié à Kurt Weill, en première partie de Karina Gauvin. Le concert a été diffusé sur Espace musique de Radio-Canada pendant un an. Une dernière prestation à ce même festival a eu lieu en 2010 autour de l’univers du poète Jacques Prévert.
En 2008, elle fonde sa compagnie Les Productions du moineau et elle produit son premier album de chansons originales intitulé Mon cheval de 3. Sur cet album on retrouve quelques-unes de ses propres compositions, ainsi que des œuvres de Paule Tremblay, Dave Richard et Sylvie Royer.

## Prix et distinctions
Elle a été couronnée lauréate de la catégorie interprète du Festival international de la chanson de Granby en 2005, avec Les anarchistes de Léo Ferré, Marabout d’Ève Cournoyer, Cervelle de singe de Katerine et Montréal de Dave Richard. Elle a aussi remporté le prix Hydro Québec du concours Ma première Place des arts en 2003, avec une chanson écrite expressément pour le concours par Louise Forestier et Jean-François Groulx, intitulée Le vieil homme.

## Collaborateurs
Elle travaille avec Marc-André Cuierrier pianiste accompagnateur de plusieurs artistes, notamment le quatuor Tocadéo. En résidence au Club Balattou, elle créé un en 2012 concept de groupe ouvert, qu’elle nomme le In and Out Band (plus souvent stylisé I/O band). Plusieurs musiciens ont participé à ce projet dont Adam Goulet, Mathieu Royer, Hugo St-Cyr, Martin Joly, Simon Latendresse, Étienne Guertin, Steven Lee Rachel et Max C.Dent.
En 2014, elle fait la rencontre de Michel Beauchamp, guitariste de formation classique et flamenco, avec qui elle créé un double hommage à Léo Ferré et Leonard Cohen.

## Rôles au théâtre, revues et comédies musicales
- 2001-2002 : Gigi L’amoroso, comédie musicale sur le thème de la chanson de Dalida, productions L’Avant-scène (rôle : l’Américaine).
- 2003-2004 : Sous les ponts de Paris – Revue de la chanson française, par les Productions Phaneuf. Elle y interprète une chanteuse de la rue, a cappella, rappelant Édith Piaf à ses débuts.
- Pendant les étés 2011 – 2012, elle joue dans Vende Garage, une création de Michel Bourdon à la Mines D’Art de Ste-Marcelline (rôle : Manda-Lyne).
- Lors de l’été 2013, ils créent[Qui ?] Vende Garage, la suite… à la Seigneurie des Patriotes à l’Assomption.

## Productions
- 2004 : Il y avait foule au Manoir, comédie musicale, collage d’un texte de Jean Tardieu et de chansons variées, une autoproduction en collaboration avec Alexandre L’Heureux et Karine Beauchamp.
- Piaf – un second souffle : hommage à Édith Piaf
- Mon cheval de 3, concert de chansons originales
- Angélique chante Prévert, hommage à Jacques Prévert (musique de Joseph Kosma)
- Avec Le I/O Band, Nina Simone Tribute / Piaf autour du monde
- Léo & Leonard, double hommage à Léo Ferré et Leonard Cohen

## Discographie
- Les Marginaux
- Mon cheval de 3